# Chisato Matsui
Chisato Matsui (松井 知 里 Matsui Chisato?) es un personaje ficticio perteneciente a la franquicia de Battle Royale, originalmente una novela que también cuenta con una adaptación a serie de manga y cine. Chisato es una estudiante de secundaria de quince años. Es interpretada por la actriz Asami Kanai en la película del año 2000.

## Antes del juego
Chisato era conocida por tener el cabello largo y baja estatura, aunque se molestaba si alguien lo mencionaba; por el contraste entre el aspecto de ambas, cuando estaba junto a Haruka Tanizawa, su mejor amiga, solían decirles que parecían una pareja. Tenía una personalidad callada y retraída pero era descrita como una buena chica y excelente cocinera; le gustaba tomar té y tenía clases de ceremonia del té; según el manga, su hermano se suicidó dos años antes de ella entrar al Programa. Era parte del Grupo Neutral con varias otras chicas.
Estaba secretamente enamorada de Shinji Mimura desde que se conocieron y conversaron en el tren, sentimientos que no se veían afectados por la reputación de mujeriego que el muchacho tenía, pero casi nadie sabía sobre sus sentimientos por él. En el manga Battle Royale: Angel's Border, se muestra que el año anterior Chisato tuvo un encuentro casual con Shinji en el tren y después de un incidente con un pasajero malhumorado, ambos se bajan y Shinji lleva a Chisato a una cita improvisada donde se conocen mejor. Sin embargo, como el tío de Shinji fue asesinado por el gobierno por participar en actividades antigubernamentales y el hermano mayor de Chisato se suicidó al ser señalado como sospechoso de actividades similares ambos deciden evitar acercarse más ya que las autoridades pueden acusarlos de conspirar contra el gobierno si pasan demasiado tiempo juntos.
Chisato se llevaba bien con Yukie Utsumi, Izumi Kanai, Noriko Nakagawa, Yuko Sakaki, Satomi Noda, Yuka Nakagawa, Fumiyo Fujiyoshi y Haruka Tanizawa.

## En el juego
Chisato fue una de las chicas que se asoció con Yukie Utsumi y las demás en el faro. Ella y Haruka Tanizawa prepararon la comida, lo que hizo que las demás sospecharan de ella cuando Yuka Nakagawa murió envenenada.
Cuando encontraron herido a Shuya Nanahara, Yuko Sakaki exigió que lo dejaran morir sosteniendo que lo había visto asesinar a sangre fría a Tatsumichi Oki y les haría lo mismo si se recuperaba, aunque en realidad no presenció la pelea sino los momentos posteriores donde vio a Shuya junto al cadáver de Oki; sin embargo Haruka se negó y trasladaron al joven a un dormitorio en la planta alta del faro donde trataron sus heridas y lo dejaron recuperarse.
Alrededor de las seis de la mañana, Chisato escuchó en el anuncio de Sakamochi que Shinji Mimura había muerto esa noche, lo que la afectó e hizo llorar en silencio desde entonces; aun así hizo lo posible para que no la afectara mientras trataba de tener una actitud positiva. Más tarde Yukie le informó a ella y las demás que Shuya había despertado y se encontraba bien; sin embargo, cuando se disponía a decirles que además podría haber una forma de que escaparan de la isla gracias a Shogo Kawada sucedió la desgracia.
Yuko, aun convencida de la supuesta maldad de Shuya, decidió usar el cianuro que le fue entregado junto con su equipamiento para envenenar la comida del joven, desafortunadamente es Yuka Nakagawa quien se lo come y muere, lo que despierta la desconfianza del resto entre sí y ya que Chisato era quien cocinó, fue una de las primeras en ser acusada como la asesina.

## Destino
Cuando todas las chicas se volvieron paranoicas y entraron en pánico, Satomi Noda se apoderó de la uzi y comenzó a amenazarlas exigiendo que la culpable confesara. Al principio Satomi culpó a Haruka, quien a su vez señaló que Chisato también cocinó la comida. Chisato dijo que nunca haría tal cosa y culpó a Satomi o Yuko. Chisato, preocupada de que Satomi convenciera a las demás de que mató a Yuka, se acerca a la mesa con las armas del grupo, lo que provoca que Satomi entre en pánico y le dispara en el estómago asesinándola, mientras argumenta que el intentar tomar un arma la confirmaba como la asesina.
Tanto en la novela como en la película y el manga solo se muestra que Chisato se acerca a la mesa donde el grupo ha depositado sus armas, sin profundizar en sus intenciones; en la novela se describe que solo se movió en esa dirección de forma casual, mientras que en la película y manga pretendía amenazar o detener a Satomi, quien estaba fuera de control. Sin embargo en el manga Angel's Border se explica que su real intención era tomar un arma y arrojarla por la ventana para mostrar con ello a Satomi un gesto de confianza que la convenciera de que no eran una amenaza. No es hasta que le dispara que comprende la facilidad con que se malinterpretan sus acciones y muere lamentando su estupidez e incapacidad para salvar a otros mientras dedica sus últimos pensamientos a Shinji.